# Nézz mindkét irányba!
A Nézz mindkét irányba! (eredeti cím: Look Both Ways) 2022-ben bemutatott amerikai romantikus filmvígjáték, amelyet Wanuri Kahiu rendezett. A főbb szerepekben Lili Reinhart, Danny Ramirez, David Corenswet, Aisha Dee és Andrea Savage látható.
Amerikában és Magyarországon 2022. augusztus 17-én mutatták be a Netflixen.

## Cselekmény
A Texasi Egyetem végzős évében Natalie lefekszik barátjával, Gabe-bel, és mindketten megállapodnak abban, hogy "nem csinálnak belőle nagy ügyet". Néhány héttel később, a diplomaosztójuk estéjén Natalie rosszul érzi magát, és legjobb barátnője, Cara terhességi tesztet csinál neki. Amikor Natalie elvégzi őket, élete az eredmény alapján két párhuzamos valóságra válik szét.
Pozitív teszt
Abban a valóságban, ahol Natalie tesztje pozitív, hazaköltözik az anyjához és az apjához, akiket nem túlságosan izgatja és nem hatja meg Gabe feltörekvő zenész státusza. Ők arra bátorítják Natalie-t, hogy továbbra is folytassa álmai karrierjét az animációs szakmában, miközben Natalie azzal a felismeréssel küzd, hogy anya lesz.
Natalie és Gabe a közös szülői szerepéért aggódnak, amikor megszületik a lányuk, Rosie. A férfi azt akarja, hogy költözzenek hozzá, de Natalie nem egyezik bele, és azt mondja neki, hogy randizzanak, bár később Carával való beszélgetésük során megbánónak tűnik a döntése miatt. Gabe egy Miranda nevű nővel kezd kapcsolatot, ami Natalie-t kellemetlen helyzetbe hozza. Amikor Natalie meglátogatja Carát és a barátnőjét Los Angelesben, Rosie felhívja, hogy egy idegennel maradt éjszakára. Natalie visszasiet, Cara nagy csalódására, és megtudja, hogy Gabe megkérte Miranda kezét.
Natalie-nak áttörést hoz a karrierje. Felveszik az austini South by Southwest filmfesztiválra, ahol egy olyan alkotókból álló panelen ül, ahol Lucy is részt vesz, és egy Rosie által ihletett képregényről beszélgetnek. Natalie és Rosie is megnézi Gabe zenekarának fellépését egy bárban. Utána megkérdezi tőle, hogy Miranda miért nincs ott a koncerten. Gabe elmondja neki, hogy azért bontotta fel az eljegyzést, mert beleszeretett Natalie-be. Gabe és Natalie komolyan elbeszélgetnek arról, hogyan szeretnék továbbfejleszteni a kapcsolatukat.
Negatív teszt
Carával Los Angelesbe költözik, és elkezdik építeni a karrierjüket. Natalie jelentkezik Lucy Galloway animátor asszisztensének. Miután epekedik az állásért, ajánlatot kap, és erős köteléket alakít ki kollégájával, Jake-kel. Egymást bátorítják, hogy kövessék az álmaikat, a férfi sikeres filmproducer szeretne lenni.
Natalie és Jake között erős romantikus kapcsolat alakul ki, és fontolóra veszik az összeköltözést. Egészen addig, amíg Jake nem kap egy egyéves produceri munkát Új-Skóciában. Megpróbálkoznak a távkapcsolattal, de Natalie rájön, hogy ez nem működik számára, mivel Jake mindig elfoglalt a munkával. Natalie megmutatja Lucynak a portfólióját, és kap néhány igen kritikus megjegyzést, miszerint a munkái nem túl eredetiek. A nő arra bátorítja, hogy lépjen ki, hogy megtalálja önmagát, és így is tesz. Hazatér Carával egy barátja babaváró bulijára, és úgy érzi, hogy kudarcot vallott.
Natalie karrierje áttörést ér el. Felveszik az austini South by Southwest filmfesztiválra, ahol rövidfilmjét bemutatják. Natalie meglátja Gabe zenekarát egy bárban, és öt év után újra találkozik vele. Később meglepődik, hogy Jake elutazott, hogy megnézze a rövidfilmjét, annak ellenére, hogy a filmmel kockáztatja az állását. Lucy látja Natalie rövidfilmjét, és arra biztatja, hogy újra találkozzanak, amikor visszatér Los Angelesbe.
A két valóság összefut, amikor mindkét pár elsétál Natalie diákszövetségi háza mellett, ahol a lány a terhességi tesztet csinálta. Natalie mindkét valóságban felsétál a fürdőszobába, belenéz a tükörbe, és megnyugtatja magát, hogy a dolgok rendbe jöttek, mielőtt elmegy.

## Szereplők
| Szerep          | Színész                           | Magyar hang      |
| --------------- | --------------------------------- | ---------------- |
| Natalie Bennett | Lili Reinhart                     | Laudon Andrea    |
| Gabe            | Danny Ramirez                     | Rada Bálint      |
| Jake            | David Corenswet                   | Szabó Máté       |
| Cara            | Aisha Dee                         | Györfi Laura     |
| Tina Bennett    | Andrea Savage                     | Bertalan Ágnes   |
| Rick Bennett    | Luke Wilson                       | Debreczeny Csaba |
| Lucy Galloway   | Nia Long                          | Kocsis Mariann   |
| Miranda         | Amanda Knapic                     | Molnár Ilona     |
| Rosie           | Jacqueline Seaman Francine Seaman | Kostyál Boglárka |

### Magyar változat
- Magyar szöveg: Vajda Evelin
- Hangmérnök: Böhm Gergely
- Vágó; Házi Sándor
- Gyártásvezető: Kablay Luca
- Szinkronrendező: Csere Ágnes
- Produkciós vezető: Felföldi Anna

A szinkront az Iyuno Hungary készítette el.

## A sorozat készítése
2021 márciusában a Netflix bejelentette, hogy az akkor még Plus/Minus néven futó film főszereplője Lili Reinhart lesz. 2021 júniusában Luke Wilson, Andrea Savage, Aisha Dee, Danny Ramirez és David Corenswet csatlakozott a szereplőgárdához. 2021 augusztusában Nia Long is csatlakozott a filmhez.
A forgatás 2021. június 21-én kezdődött, és 2021. augusztus 8-án fejeződött be Austinban. A forgatásra Los Angelesben is sor került.